# Frank Baum (fotbollsspelare)
Frank Baum, född 30 januari 1956 i Zwenkau, Tyskland, är en östtysk fotbollsspelare som tog OS-silver i fotbollsturneringen vid de olympiska sommarspelen 1980 i Moskva.

### Fotnoter
1. ↑  ”Arkiverade kopian”. Arkiverad från originalet den 6 oktober 2014. https://web.archive.org/web/20141006131506/http://www.sports-reference.com/olympics/summer/1980/FTB/mens-football.html. Läst 24 april 2016. Herrarnas fotbollsturnering vid sommar-OS 1980 på Sports-reference.com